# Sandra Maxeiner

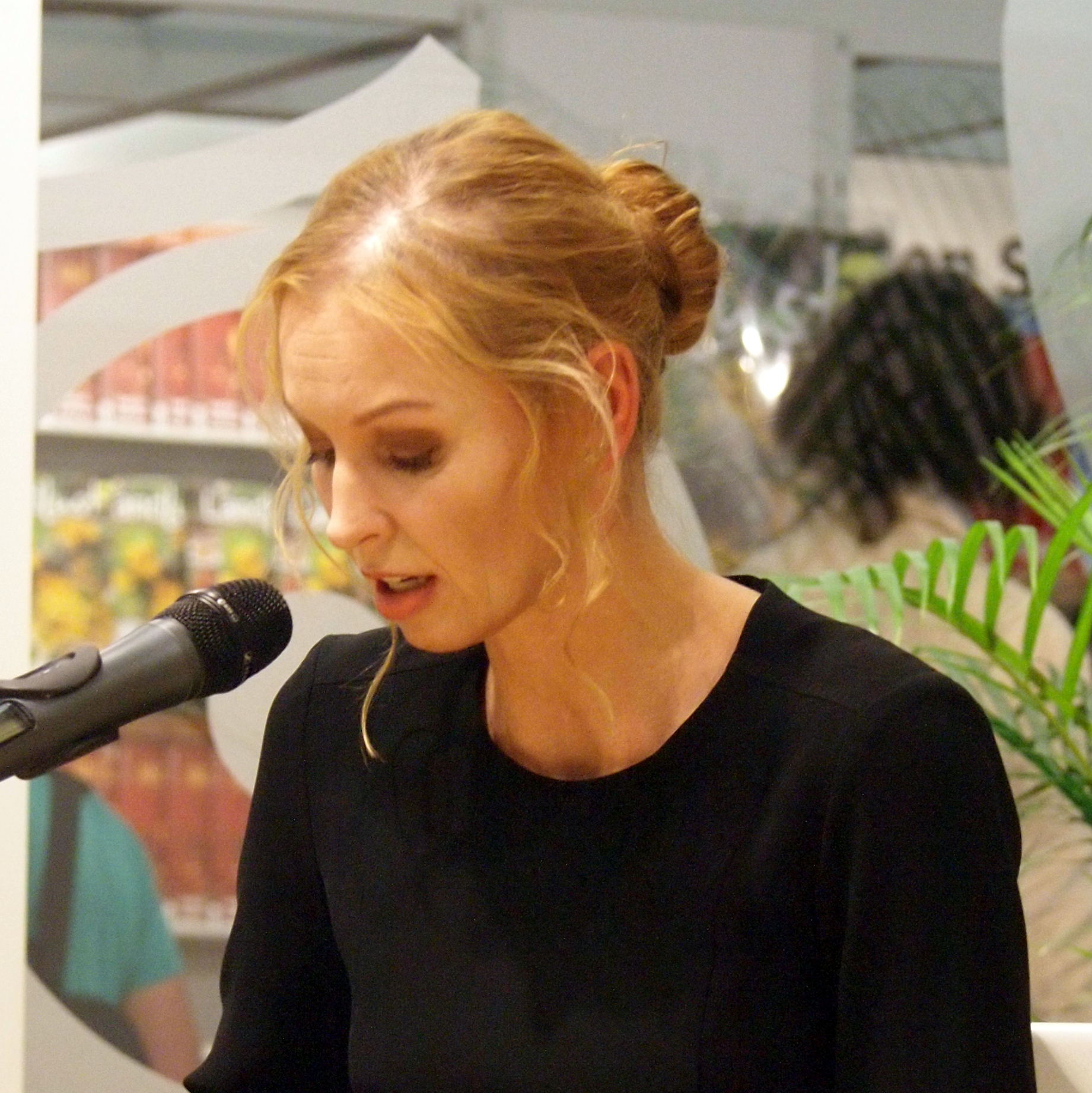
Sandra Maxeiner auf der Frankfurter Buchmesse 2014

Sandra Kerstin Maxeiner (* 14. Dezember 1972 in Thüringen als Sandra Kerstin Focke) ist eine deutsche Politik- und Sozialwissenschaftlerin, Unternehmerin und Autorin.

## Leben und Wirken
Sandra Maxeiner studierte als Stipendiatin der Stiftung der Deutschen Wirtschaft Betriebswirtschaftslehre in Frankfurt und wurde als Stipendiatin der Konrad-Adenauer-Stiftung an der Freien Universität Berlin in Politik- und Sozialwissenschaften promoviert. Sie ist außerdem Heilpraktikerin für Psychotherapie und hat sich an der Freien Universität Berlin zum Coach ausbilden lassen. Sie arbeitet als Dozentin für Personalmanagement an der Hochschule für Wirtschaft und Recht in Berlin. Sie ist Verlagsleiterin der Schweizer Jerry Media Verlag AG und seit 2013 ehrenamtliche Hospizhelferin.
Sie veröffentlicht Bücher unter dem Pseudonym Cassandra Negra sowie zusammen mit der Diplom-Psychologin Hedda Rühle unter dem Sammelpseudonym Dr. Psych.

## Werke (Auswahl)
Als Sandra Focke:
- Politik Marketing – Die Marketing-Strategien der beiden großen Volksparteien (CDU, SPD) im Bundestagswahlkampf 2002 mit Schwerpunkt auf Materialien der CDU. Peter Lang GmbH, Internationaler Verlag der Wissenschaften; New Edition (12. Juli 2007), 524 Seiten, ISBN 3-631-56616-6.

Als Cassandra Negra:
- Die Lust des Bösen: Thriller. (Thrillertrilogie) Jerry Media Verlag, 2013, ISBN 3-9523906-0-7.
- Wirbelwind an Kapitän. Jerry Media Verlag, 2021, ISBN 3-9523906-6-6.

Als Sandra Maxeiner
- Was wirklich zählt. Gespräche über die Essenz des Lebens. Jerry Media Verlag, 2017, ISBN 978-3-9524441-5-3.
- Die indische Hochzeit. Geschichten über Liebe, Hoffnung und die Wege zum Glück. Jerry Media Verlag, 2022, ISBN 978-3-9523906-9-6.